# Hoy ganás vos
Hoy ganás vos fue un programa de televisión argentino humorístico, que fue transmitido a partir del 3 de julio de 2016, hasta el 17 de septiembre de 2017 emitido por El Nueve.

## Sinopsis
Hoy ganás vos se tratará de una competencia entre dos familias, que intentarán ganarse premios en efectivo. Cada semana habrá tres famosos invitados que oficiarán de jurados en los distintos juegos. Además, el programa tendrá mucho humor con divertidos sketchs para los mediodías.

## Jurado
- Magui Bravi
- Aníbal Pachano
- Mariana Antoniale
- Adabel Guerrero
- Santiago Bal
- Mica Viciconte
- Florencia Otero
- Diego Reinhold
- Sabrina Ravelli
- Muni Seligmann
- Laura Natalia Esquivel

## Audiencia
| #1 | Domingo | 3 de julio de 2016  | 2.6 | ↑ Subió | No | [ 1 ] |
| #2 | Domingo | 10 de julio de 2016 |     |         |    |       |
| #3 | Domingo | 17 de julio de 2016 |     |         |    |       |
| #4 | Domingo | 24 de julio de 2016 |     |         |    |       |
| #5 | Domingo | 31 de julio de 2016 |     |         |    |       |

     Emisión más vista hasta el momento.

     Emisión menos vista hasta el momento.